# La Riera (Granera)
La Riera és una masia del terme municipal de Granera, a la comarca catalana del Moianès. Pertany a la parròquia de Sant Martí de Granera. És una obra inclosa a l'Inventari del Patrimoni Arquitectònic de Catalunya.

## Situació

La Riera, respecte del terme de Granera

Està situada a 710,7 metres d'altitud a prop al sud-est del Barri del Castell i a migdia del Barri de Baix, a l'esquerra del torrent de la Riera. A ponent seu hi ha els Plans de la Riera i a migdia, la masia de l'Óssol. S'hi accedeix pel Camí de la Riera, de terra, però en bon estat, que arrenca cap a llevant del darrer revolt de la carretera BV-1245 abans d'arribar a la capella de Santa Cecília venint de Castellterçol. Aquest camí mena a la Riera en 750 metres.

## Descripció
Dues masies acoblades mitjançant construccions posteriors. La més antiga devia ser la que té únicament planta baixa i pis i coberta a dues vessants amb carener perpendicular a la façana. L'arc d'accés de mig punt és dovellat amb dovelles de grandària desigual. Adossat a l'edifici perpendicularment hi ha un cos amb la part superior formant una galeria amb arcades.
L'altre edifici és molt més gran. Hi ha també altres cossos annexes que formen el barri. La porta d'accés és d'arc rebaixat i sembla posterior a tot el conjunt. Alguna finestra té la pedra tallada als costats i llinda d'una sola peça.